# 지오엘리먼트
지오엘리먼트(GO Element Co. Ltd.)는 대한민국의 기업이다. 본사는 경기도 안성시 금석 3길 30에 위치해 있으며 대표이사는 신현국이다. 외국 반도체 장비 부품을 국산화하는 일을 한다.

## 상장
2021년 11월 11일에 주관사를 NH투자증권으로 공모가 10,000원에 코스닥시장에 상장하였다.

## 참고문헌
1. ↑  지오엘리먼트, 日 40년 독식한 '액상프리커서 기화 공급장치' 국산화, 매일, 2023-08-18
2. ↑  뭐하는 회사길래…지오엘리먼트, 3거래일 연속 '상한가' [박해린의 뉴스&마켓, 와우TV, 2021-11-16]
3. ↑  공모가 대비 5배 뛰었던 지오엘리먼트 급등주 지금은, 뉴시스, 2023-10-08